# 보에파스 리냐스 아에레아스
보에파스 리냐스 아에레아스(포르투갈어: Voepass Linhas Aéreas)는 브라질 상파울루주 히베이랑프레투의 항공사였다. 주 거점 공항은 리베이랑 프레토 공항이었다.
2024년 보에파스 리냐스 아에레아스 2283편 추락 사고 이후 운영에 어려움을 겪어 2025년 6월 폐업하였다.